# Železniční trať Banská Bystrica – Červená Skala
Železniční trať Banská Bystrica – Červená Skala je jednokolejná železniční trať vedená z Banské Bystrice údolím Hronu do obce Červená Skala, kde navazuje trať do Margecan. Trať prochází Horehronským podolím.

## Historie
Trať byla dávána do provozu po úsecích Banská Bystrica – Podbrezová (26. července 1884), Podbrezová – Brezno (15. prosince 1895) a Brezno – Červená Skala (28. listopadu 1903).